# Giro del Lussemburgo 2005
Il Giro del Lussemburgo 2005, sessantanovesima edizione della corsa, si svolse dal 2 al 5 giugno su un percorso di 625 km ripartiti in 5 tappe, con partenza a Lussemburgo e arrivo a Diekirch. Fu vinto dall'ungherese László Bodrogi della Crédit Agricole davanti allo svizzero Fabian Cancellara e al finlandese Jukka Vastaranta.

## Tappe
| Tappa  | Data     | Percorso                                      | km    | Vincitore di tappa | Leader cl. generale |
| ------ | -------- | --------------------------------------------- | ----- | ------------------ | ------------------- |
| 1ª     | 2 giugno | Lussemburgo > Mondorf-les-Bains               | 176,1 | Eric Baumann       | Eric Baumann        |
| 2ª     | 3 giugno | Colmar/Berg > Leudelange                      | 187,6 | Alberto Ongarato   | Alberto Ongarato    |
| 3ª     | 4 giugno | Mersch > Lussemburgo                          | 95,5  | Dario Frigo        | Alberto Ongarato    |
| 4ª     | 4 giugno | Bettembourg > Bettembourg (cron. individuale) | 10,8  | Fabian Cancellara  | László Bodrogi      |
| 5ª     | 5 giugno | Wiltz > Diekirch                              | 155   | Bram Schmitz       | László Bodrogi      |
| Totale | Totale   | Totale                                        | 625   |                    |                     |

## Dettagli delle tappe

### 1ª tappa
- 2 giugno: Lussemburgo > Mondorf-les-Bains – 176,1 km

| Pos. | Corridore        | Squadra       | Tempo    |
| ---- | ---------------- | ------------- | -------- |
| 1    | Eric Baumann     | T-Mobile      | 4h17'17" |
| 2    | Alberto Ongarato | Fassa Bortolo | s.t.     |
| 3    | Mathew Hayman    | Rabobank      | s.t.     |

| Pos. | Corridore        | Squadra       | Tempo    |
| ---- | ---------------- | ------------- | -------- |
| 1    | Eric Baumann     | T-Mobile      | 4h17'07" |
| 2    | Alberto Ongarato | Fassa Bortolo | a 4"     |
| 3    | Mathew Hayman    | Rabobank      | a 6"     |

### 2ª tappa
- 3 giugno: Colmar/Berg > Leudelange – 187,6 km

| Pos. | Corridore        | Squadra       | Tempo    |
| ---- | ---------------- | ------------- | -------- |
| 1    | Alberto Ongarato | Fassa Bortolo | 4h46'44" |
| 2    | Matteo Carrara   | Barloworld    | s.t.     |
| 3    | Sergej Ivanov    | T-Mobile      | s.t.     |

| Pos. | Corridore        | Squadra       | Tempo    |
| ---- | ---------------- | ------------- | -------- |
| 1    | Alberto Ongarato | Fassa Bortolo | 9h03'45" |
| 2    | Eric Baumann     | T-Mobile      | a 6"     |
| 3    | Mathew Hayman    | Rabobank      | a 9"     |

### 3ª tappa
- 4 giugno: Mersch > Lussemburgo – 95,5 km

| Pos. | Corridore        | Squadra       | Tempo    |
| ---- | ---------------- | ------------- | -------- |
| 1    | Dario Frigo      | Fassa Bortolo | 2h23'36" |
| 2    | Alberto Ongarato | Fassa Bortolo | a 1"     |
| 3    | Kim Kirchen      | Fassa Bortolo | s.t.     |

| Pos. | Corridore        | Squadra       | Tempo     |
| ---- | ---------------- | ------------- | --------- |
| 1    | Alberto Ongarato | Fassa Bortolo | 11h27'18" |
| 2    | Eric Baumann     | T-Mobile      | a 13"     |
| 3    | Mathew Hayman    | Rabobank      | a 16"     |

### 4ª tappa
- 4 giugno: Bettembourg > Bettembourg (cron. individuale) – 10,8 km

| Pos. | Corridore         | Squadra         | Tempo  |
| ---- | ----------------- | --------------- | ------ |
| 1    | Fabian Cancellara | Fassa Bortolo   | 12'38" |
| 2    | László Bodrogi    | Crédit Agricole | a 13"  |
| 3    | Stefan Schumacher | Shimano         | a 14"  |

| Pos. | Corridore         | Squadra         | Tempo     |
| ---- | ----------------- | --------------- | --------- |
| 1    | László Bodrogi    | Crédit Agricole | 11h40'32" |
| 2    | Fabian Cancellara | Fassa Bortolo   | s.t.      |
| 3    | Niels Scheuneman  | Rabobank        | a 21"     |

### 5ª tappa
- 5 giugno: Wiltz > Diekirch – 155 km

| Pos. | Corridore        | Squadra    | Tempo    |
| ---- | ---------------- | ---------- | -------- |
| 1    | Bram Schmitz     | T-Mobile   | 3h54'26" |
| 2    | Jukka Vastaranta | Rabobank   | s.t.     |
| 3    | Addy Engels      | Quick Step | s.t.     |

| Pos. | Corridore         | Squadra         | Tempo     |
| ---- | ----------------- | --------------- | --------- |
| 1    | László Bodrogi    | Crédit Agricole | 15h35'14" |
| 2    | Fabian Cancellara | Fassa Bortolo   | s.t.      |
| 3    | Jukka Vastaranta  | Rabobank        | a 8"      |

## Classifiche finali

### Classifica generale
| Pos. | Corridore         | Squadra                 | Tempo     |
| ---- | ----------------- | ----------------------- | --------- |
| 1    | László Bodrogi    | Crédit Agricole         | 15h35'14" |
| 2    | Fabian Cancellara | Fassa Bortolo           | s.t.      |
| 3    | Jukka Vastaranta  | Rabobank                | a 8"      |
| 4    | Lorenzo Bernucci  | Fassa Bortolo           | a 10"     |
| 5    | Maxime Monfort    | Landbouwkrediet-Colnago | a 19"     |
| 6    | Niels Scheuneman  | Rabobank                | a 21"     |
| 7    | Christian Knees   | Team Wiesenhof          | a 22"     |
| 8    | Laurens ten Dam   | Shimano-Memory Corp     | a 25"     |
| 9    | Yuriy Krivtsov    | Ag2r Prévoyance         | a 30"     |
| 10   | Johan Coenen      | MrBookmaker-Sports Tech | a 38"     |